# Lukica
Lukica (šikovac; lat. Peltaria), biljni rod iz porodice kupusovki (Brassicaceae). Postoje tri priznate vrste od srednje do jugoistočne Europe, i od istočnog Sredozemlja do Irana i Turkmenistana
U Hrvatskoj raste jedna vrsta, to je mrežasta lukica ili mrežasti šikovac (P. alliacea)

## Vrste
1. Peltaria alliacea Jacq.
2. Peltaria angustifolia DC.
3. Peltaria turkmena Lipsky

## Sinonimi
- Bohadschia Crantz